# Немирович, Ежи
Ежи (Юрий) Немирович (ум. 1533) — государственный деятель Великого княжества Литовского, наместник кричевский, маршалок дворский, староста василишский, доугавский и любошаньский.

## Биография
Представитель литовского шляхетского рода Немировичей герба «Ястржембец». Сын Юрия Немировича (ум. ок. 1480), старосты дрохичинского, внук Андрея Немировича и правнук Яна Немиры из Вселюба.
Он занимал должность наместника кричевского, по крайней мере с 1511 года. В июле 1514 года после взятия русскими войсками Смоленска Ежи Немирович был изгнан из Кричева. Города Мстиславль, Кричев и Дубровну заняли московские отряды. После этого Юрий (Ежи) Немирович попал в немилость великого князя литовского Сигизмунда Старого. Возвращение Кричева и проведение расследования в 1516 году позволили Ежи Немировичу восстановить свою честь.
Занимал должности старосты василишского (1516—1517), доугавского (1518) и любошаньского (1520).
В 1521 году Ежи Немирович был вынужден заменить своего двоюродного брата, воеводу киевского Андрея Немировича, который был отправлен на помощь крымскому хану в военном походе на Московское государство.
В 1523 году после смерти Николая Кезгайло Ежи Немирович был назначен маршалком дворским.
Из-за отсутствия потомства, он удочерил дочерей своего двоюродного брата Вацлава Немировича: Анну (жена Лукаша Осифовича), Дороту (жена Войцеха Насиловского) и Елену (жена Яна Корейвы). Наследницей он назначил свою крестницу Анну Глебович, дочь Николая Глебовича и Анастасии Немирович, внучку наместника полоцкого Станислава Глебовича и наместника мценского Вацлава Немировича.